# Блювштейн, Марк Ильич
Марк Ильич Блювштейн (20 апреля 1988, Ярославль) — канадский и израильский шахматист, гроссмейстер (2004), ставший самым молодым шахматным гроссмейстером Канады в 16 лет, мастером в 13.

## Биография
Семья Марка Блювштейна репатриировалась в Израиль из России, когда ему было 5 лет. Ещё через 6 лет они переехали в Торонто (Канада), где Марк окончил Ньютонбрукскую среднюю школу в 2006 году.
Отец Марка — Илья Блювштейн, кандидат в мастера, тренировал Марка. Блювштейн был чемпионом Израиля среди юниоров до 10-ти лет (1998), чемпионом Израиля среди юниоров до 12-ти лет (1999). После переезда в Канаду, Блювштейн заработал титул National Master в 11 лет, оказавшись самым молодым канадцем — обладателем этого звания. Он обучался в это время Яном Теплицким, мастером, членом сборной Канады на Олимпиаде, представителем российской школы шахмат, учеником Марка Дворецкого. Первый крупный турнирный успех в Канаде был в 2000 году, когда Блювштейн занял 2-3 место в первенстве Торонто, уступив только обладателю звания FM Э. Теодоро IV.

## Изменения рейтинга
| Графики недоступны из-за технических проблем. См. информацию на Фабрикаторе и на mediawiki.org. |